# Celtic Frost
Celtic Frost – szwajcarski zespół metalowy z Zurychu założony w 1984. W 1993 grupa została rozwiązana, w 2001 się reaktywowała, po czym ponownie rozpadła się w 2008. Muzyka grupy wywarła znaczący wpływ na scenę ekstremalnego metalu lat osiemdziesiątych i dziewięćdziesiątych XX wieku.
Zespół został założony przez gitarzystę i wokalistę Toma G. Warriora (właśc. Thomas Gabriel Fischer), basistę Martina Erica Aina (Martin Erich Stricker) i perkusistę Steve'a Priestleya (Stephen Gasser) po rozpadzie wcześniejszej kapeli Warriora i Aina – Hellhammer. 
W listopadzie 1984 ukazała się debiutancka płyta, minialbum Morbid Tales. Materiał uchodzi za kontynuację kierunku blackmetalowego, znanego z Hellhammer. Rok później zespół wydał pełnometrażową płytę studyjną To Mega Therion, potwierdzając silną pozycję wśród formacji tak zwanej pierwszej fali black metalu (połowa lat osiemdziesiątych, zespoły Venom, Bathory czy wczesny Sodom). Celtic Frost z tego okresu stał się inspiracją dla wielu późniejszych zespołów.
W 1987 ukazał się drugi album Into the Pandemonium, równie ważny dla rozwoju metalu, zawierający elementy rocka gotyckiego i dark wave. Słychać na nim próby wyjścia poza metalowe schematy w stronę muzycznego eklektyzmu i awangardy. Into the Pandemonium wyróżnia się oryginalnością, indywidualizmem, nowatorskimi pomysłami, eksperymentowaniem z granicami muzycznymi.
Następny album Celtic Frost, nagrany w nowym składzie Cold Lake z 1988, przyniósł zmianę stylistyczną. Zespół odszedł od swoich thrashmetalowych korzeni i skierował się w stronę klasycznego heavy metalu oraz glam metalu. Album nie odniósł sukcesu, zebrał fatalne oceny i spowodował oskarżenia fanów o komercjalizację.
Po wydaniu w 1990 Vanity/Nemesis grupa rozpadła się. Następnie, w 2001 doszło do reaktywacji i wydania długo przygotowywanego albumu Monotheist (2006), który zyskał uznanie fanów i krytyków muzycznych. Dwa lata później, po odejściu Toma G. Warriora, formacja ostatecznie rozwiązała się.  
Celtic Frost wystąpił 5 czerwca 2007 w Polsce, w ramach Mystic Festival, wraz ze Slayer, Behemoth, Rootwater i Virgin Snatch.

## Muzycy
| Ostatni znany skład zespołu - Martin Eric Ain – gitara basowa, śpiew (1984–1985, 1986–1987, 1990–1993, 2003–2008) - Franco Sesa – perkusja (2002–2008) Muzycy koncertowi - Ron Marks – gitara (1987) - Anders Odden – gitara (2006–2007) - V. Santura – gitara (2007–2008) |  | Byli członkowie zespołu - Isaac Darso – perkusja (1984) - Tom G. Warrior – śpiew, gitara (1984–1993, 2001-2008) - Dominic Steiner – gitara basowa (1985) - Reed St. Mark – perkusja (1985–1988, 1992–1993) - Curt Victor Bryant – gitara basowa (1988–1990), gitara (1990–1993) - Stephen Priestly – perkusja (1988–1992) - Oliver Amberg – gitara (1988–1989) - Erol Unala – gitara (2001–2005) |

## Dyskografia
| 1984                           | Morbid Tales (EP) - Data: 1984 - Wydawca: Noise Records                         | —  | —   | —   | —  |
| 1985                           | Emperor's Return (EP) - Data: 15 sierpnia 1985 - Wydawca: Noise Records         | —  | —   | —   | —  |
| 1985                           | To Mega Therion - Data: 27 października 1985 - Wydawca: Noise Records           | —  | —   | —   | —  |
| 1986                           | Tragic Serenades (EP) - Data: 1986 - Wydawca: Noise Records                     | —  | —   | —   | —  |
| 1987                           | Into the Pandemonium - Data: 2 listopada 1987 - Wydawca: Noise Records          | —  | —   | —   | —  |
| 1988                           | Cold Lake - Data: 1 września 1988 - Wydawca: Noise Records                      | —  | —   | —   | —  |
| 1990                           | Vanity/Nemesis - Data: 11 kwietnia 1990 - Wydawca: Noise Records                | —  | —   | —   | —  |
| 1990                           | Wine In My Hand (Third From The Sun) (EP) - Data: 1990 - Wydawca: Noise Records | —  | —   | —   | —  |
| 2006                           | Monotheist - Data: 29 maja 2006 - Wydawca: Century Media Records                | 41 | 195 | 236 | 67 |
| "—" pozycja nie była notowana. |                                                                                 |    |     |     |    |

| Rok  | Tytuł            |
| ---- | ---------------- |
| 1993 | Nemesis of Power |
| 2002 | Prototype        |

| Rok  | Tytuł                        |
| ---- | ---------------------------- |
| 1987 | I Won't Dance                |
| 1987 | The Collector's Celtic Frost |
| 1988 | Cherry Orchards              |
| 1989 | The Celtic Frost Story       |
| 2006 | Monotheist                   |

| Rok  | Tytuł                              |
| ---- | ---------------------------------- |
| 1992 | Parched with Thirst Am I and Dying |
| 1999 | Morbid Tales / Emperor's Return    |
| 2003 | Are You Morbid?                    |

| Rok  | Tytuł                          |
| ---- | ------------------------------ |
| 1990 | Live At The Hammersmith 3/3/89 |

## Teledyski
| Rok  | Tytuł                                  | Reżyseria      | Album           | Źródło |
| ---- | -------------------------------------- | -------------- | --------------- | ------ |
| 1985 | "Circle Of The Tyrants"                | —              | To Mega Therion | [ 19 ] |
| 1988 | "Cherry Orchards"                      | —              | Cold Lake       | [ 19 ] |
| 1989 | "Wine In My Hand (Third From The Sun)" | Marcus Herold  | Vanity Nemesis  | [ 19 ] |
| 2006 | "A Dying God Coming Into Human Flesh"  | Jessie Fischer | Monotheist      | [ 19 ] |